# Alfred Hause
Alfred Hause (* 8. August 1920 in Ibbenbüren; † 14. Januar 2005 in Hamburg) war ein deutscher Violinist, Dirigent und Kapellmeister. Der „deutsche Tango-König“ hatte großen Anteil an der Ausrichtung der Unterhaltungsmusik in Deutschland nach dem Zweiten Weltkrieg. Er kreierte den bekannten „Continental-Tango-Sound“.

## Leben und Wirken

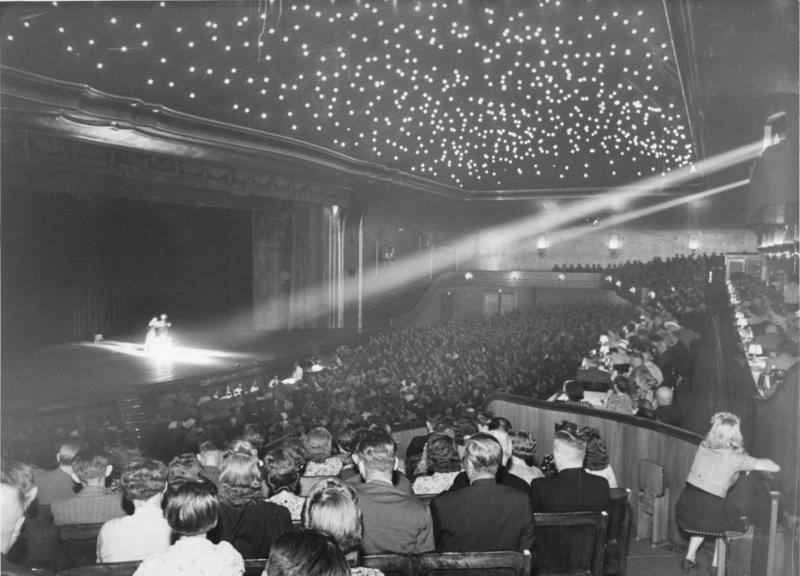
Berlin, Wintergarten 1940

Alfred Hause – der das sogenannte absolute Gehör besaß – entfaltete seine Musikalität bereits während der Schulzeit, und er zeigte eine besondere Begabung für das Violinenspiel. Als Sohn eines Schiffbauingenieurs hätte er nach dem Besuch der Oberrealschule in Dortmund eigentlich eine technische Laufbahn einschlagen sollen, doch Alfred Hause entschied sich für ein Studium der klassischen Musik am Weimarer Konservatorium (später integriert in die Hochschule für Musik Franz Liszt Weimar). Er nahm bei Hoppe zur Geige noch Saxophon, Klarinette und Klavier hinzu und verdiente sich das Unterrichtsgeld durch Studentenjobs, etwa als Mitglied in einem Tanzorchester, wodurch sich schließlich eine Vorliebe für die Unterhaltungsmusik entwickelte und manifestierte.
Nach dem Studium spielte Alfred Hause in Berlin bei damals beliebten Tanzorchestern: Saxophon bei Peter Kreuder, Franz Grothe und Georges Boulanger, Geige und Saxophon bei Willi Stech, Otto Dobrindt, Hans Bund, Juan Llossas und Kurt Widmann, mit Auftritten im Delphi, Moka Efti, Imperator(-Diele), Wintergarten und im Berolina.
Ab 1941 musste Alfred Hause, ebenso wie auch Helmut Zacharias und Bert Kaempfert (beide später als Funker eingesetzt), als Militärmusiker bei der Wehrmacht dienen. Er wurde Hans Teichmann, Stabsmusikkorps der Luftwaffe, zugeteilt – mit öffentlichen Auftritten und regelmäßigen Ausstrahlungen von Militär- aber auch klassischer Musik im Deutschlandsender.
1944 wurde Hause in Richtung Westfront abkommandiert und kam im Frühjahr 1945 in englische Gefangenschaft (zwischenzeitlich war an seinem letzten Wohnort Berlin seine Wohnung zerbombt und geplündert worden). Gleich nach seiner Entlassung im Oktober 1945 machte er sich auf Grund einer Zeitungsanzeige „mit geliehener Geige“ nach Hamburg auf und bewarb sich beim N(W)DR. Noch im selben Jahr wurde er Geiger in Willy Steiners Radio-Tanzorchester Hamburg. Steiner hatte dieses Ensemble damals in Hamburg für den Nordwestdeutschen Rundfunk (NWDR) aufgebaut. 1946 wurde Hause Konzertmeister und leitete bald darauf eine eigene Streichergruppe innerhalb des Orchesters, 1948 unter Orchesterleiter Harry Hermann. 1949 löste Hause Kurt Wege ab und übernahm die Leitung des Tanz- und Unterhaltungsorchesters des NWDR, das 1955 vom NDR übernommen wurde, beliebte Solisten u. a.: Trompeter Werner Gutterer, Posaunist Günter Fuhlisch, Gitarrist Martin Böttcher, Bassist Hans „James“ Last (auch Arrangeur für Alfred Hause und Franz Thon).

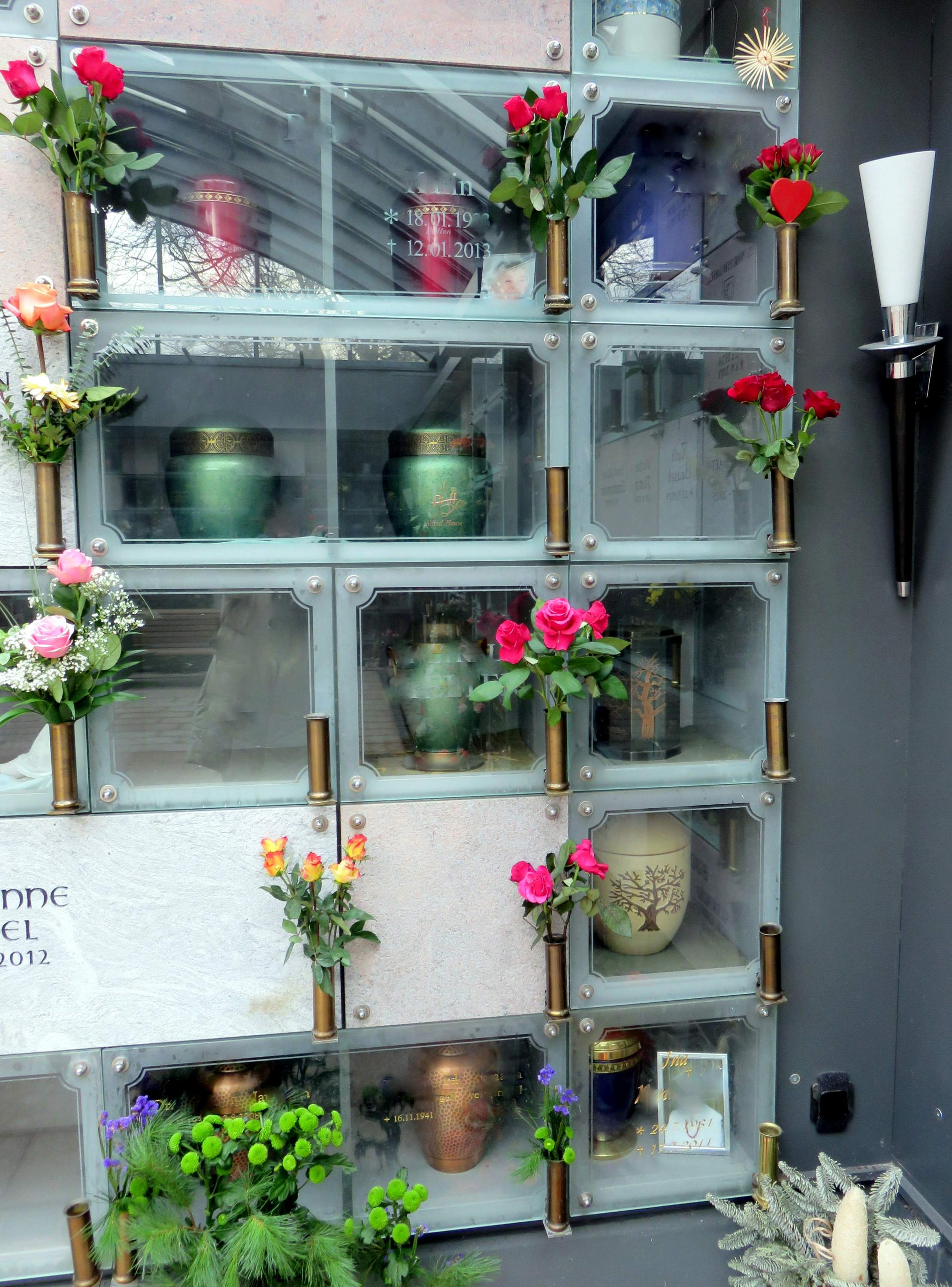
Urnenfach Alfred Hause auf dem Friedhof Ohlsdorf: zweite Reihe von oben, Mitte

Bekannt wurde Hause durch zahlreiche Rundfunk- und Schallplattenaufnahmen sowie durch Auftritte in den Fernsehsendungen von Peter Frankenfeld (Toi, toi, toi) und Hans-Joachim Kulenkampff (Einer wird gewinnen), sowie in zahlreichen Hörfunksendungen von Hans Rosenthal (Wer fragt, gewinnt, Allein gegen alle, Spaß muß sein), später auch in der Sonntagmorgen-Sendung Hamburger Hafenkonzert als Nachfolger von Hans Freese und Vorgänger von Günter Fuhlisch. 1961 gewann er mit seinem Orchester und dem Titel Bailando a dos den 1. Platz bei den ersten Deutschen Schlager-Festspielen in Baden-Baden. Hause begleitete bekannte Schlagersänger wie Freddy Quinn, Rudi Schuricke, René Carol, Detlev Lais, Lonny Kellner, Friedel Hensch und die Cyprys oder Peter Beil, aber er komponierte selbst auch Schlagermusik (etwa Tango Evita und Mein Schiff hab gute Reise (Polydor 1952 für Liselotte Malkowsky)) ebenso wie Filmmusik, so für den Revuefilm Die Dritte von rechts (1950) mit Evelyn Künneke unter der Regie von Géza von Cziffra und den Fernsehfilm Das Ministerium ist beleidigt (1954) von John Olden.
Von 1965 bis 1989 absolvierte er in Japan mit seinem Orchester mehr als 100 Konzerte, die Polydor in Zusammenarbeit mit der Nippon Grammophon Co. veranstaltete. Auch in anderen Ländern, insbesondere in Südafrika, Marokko, Italien, Spanien, Skandinavien und Argentinien, war er mit seiner Musik erfolgreich. In Zusammenarbeit mit Arne Domnérus, Joe Heider (alias Alfie Khan) und Yusef Lateef experimentierte Alfred Hause in Richtung einer Synthese von Sinfonie- und Jazzelementen. Beim NDR blieb Hause bis zu seinem Ruhestand.
Ehrenamtlich war Hause Kurator der Paul-Lincke-Gesellschaft. Am 29. Dezember 1995 erhielt er das Bundesverdienstkreuz am Bande.
Der Journalist Horst Lietzberg charakterisierte Hause in seinen Artikeln im Hamburger Abendblatt als feinsinnigen zurückhaltenden Menschen und begeisterten Familienvater – 1972 nahm er Ehefrau und Kinder sogar mit nach Japan. Neben seiner musikalischen Begabung fand auch sein technisches Interesse Ausdruck, zum Beispiel in der Begeisterung für schnittig konstruierte Autos, und den Grundriss für das Einfamilienhaus in Hamburg-Wellingsbüttel hatte er nach eigenen Vorstellungen selbst angefertigt. 2005 verstarb Alfred Hause nach langer schwerer Krankheit. Seine Urne befindet sich auf dem nahegelegenen Hamburger Friedhof Ohlsdorf im Kolumbarium der Kapelle 11 an der Stirnseite rechts.

## Diskografie (Auswahl)
- Tango-Time – 1959 – Polydor 45 055
- So schön wie heut' – 1961 – Polydor 237106
- Tango Notturno – 1962 – Polydor 237511
- Zur blauen Stunde – 1964 – Polydor 237136
- Goldene Tangos mit Alfred Hause und seinem großen Orchester – 1967 – Karussell 535011
- Tango – 1967 – Polydor 184079
- Tango Argentina – Alfred Hause mit seinem großen Tango-Orchester, Polydor 1968 2371882
- Blue Tango – 1969 – Polydor 237579
- Christmas Come Together (Polydor 2371 109 DE 1970)
- Tanztee beim NDR (TMK 007960 DE 1954–1971)
- Bonjour, Paris – 1972 – Polydor 2371 297
- Tango Dancing (Polydor 2371 455 DE 1973)
- Tangos der Welt – Tango of the World mit Alfred Hause und seinem großen Tango-Orchester, 1973 Polydor International GmbH, Doppelalbum 2652 053
- The Four Seasons Of Japan (1976) (Polydor 3112-19 (35PO) JP 1983)
- Die schönsten Melodien von Paul Lincke (Polydor 2371 821 DE 1977)
- Yesterday (Polydor 2372 037 DE 1980)
- Tango à la Carte (Mercury 814 035-2 DE 1983)
- Tangos der Welt (Teldec 8.26196 DE 1986)
- Die grossen deutschen Tanzorchester (Polyphon 833 416-2 DE 1987)
- Classic Dreams (Sonocord 39 756-2 DE 1988)
- Ein festliches Weihnachtskonzert (Sonocord 39 841-2 DE 1989)
- The Best Of Alfred Hause (Polydor POCP-1641 JP 1997)
- Träumerei (Spectrum 554 661-2 DE 1998)
- Romanze (Spectrum 554 662-2 DE 1998)
- Plaisir d'amour (Spectrum 554 663-2 DE 1998)
- Liebestraum (Spectrum 554 664-2 DE 1998)
- Bilitis (Spectrum 554 665-2 DE 1998)
- Beautiful Dreamer (Spectrum 554 666-2 DE 1998)
- Dreaming And Drifting In The Air (Victor VICP-61135 JP 2000)

## Videos (Auswahl)
Live in Japan 1974 (TV):
- Jalousie
- La cumparsita
- Perlenfischer tango
- Olè guapa
- Tango notturno
- Live in Japan 2007 - The Alfred Hause Tango Orchestra - Conductor: Peter Komorowski